# Introduction et Variations sur un thème de Mozart
Pour les articles homonymes, voir Introduction, thème et variations.

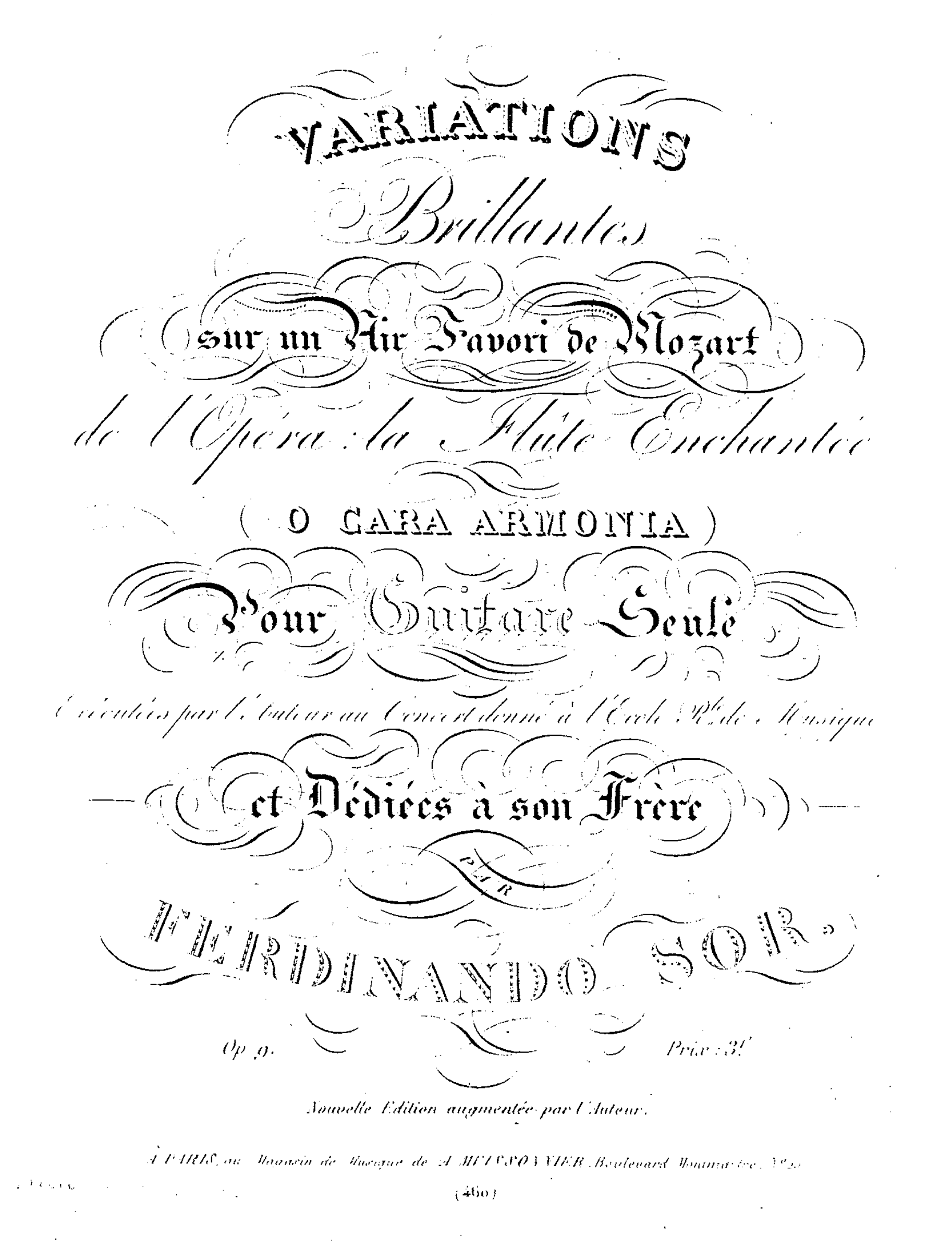
La couverture de l'édition des Variations sur un thème de Mozart, Op. 9, de Sor publiée à Paris en 1821

Introduction et Variations sur un thème de Mozart pour guitare de Fernando Sor Op. 9, publié à Londres en 1821  est l'une des œuvres les plus célèbres de ce compositeur qui fait partie du répertoire des guitaristes classiques,,,,.

## Éditions
L’œuvre a été publiée en 1821 à Londres et par l’éditeur Meissonnier à Paris en 1821 puis en 1826 ou 1827 . Sor l’a dédiée à son frère Carlos. 

## Thème
Son thème est la mélodie Das Klinget so herrlich de la fin de l’acte I de l’opéra La Flûte enchantée de Mozart que Sor a traduit par O cara armonia.
Dans cette scène, Papageno et Pamina sont prisonniers. C’est alors par miracle que le son du carillon fait danser les gardes comme s’ils étaient ensorcelés.  
L’opéra avait  été représenté à Londres en mai 1819 pendant le séjour de Sor. 
Ce thème simple et allègre a été utilisé pour des variations par plusieurs compositeurs, notamment le flûtiste Louis Drouet et Mikhail Glinka. 

## Composition
La pièce comprend une introduction en mi mineur de caractère assez solennel qui débute par des accords arpégés et joue sur l’opposition entre passages forte et dolce suivie du thème et de 2 variations en mi majeur, d'une troisième où le thème est transposé en mi mineur et d'une quatrième brillante en majeur.
Le tempo est indiqué andante pour l’ensemble.  